# Petermann von Wabern

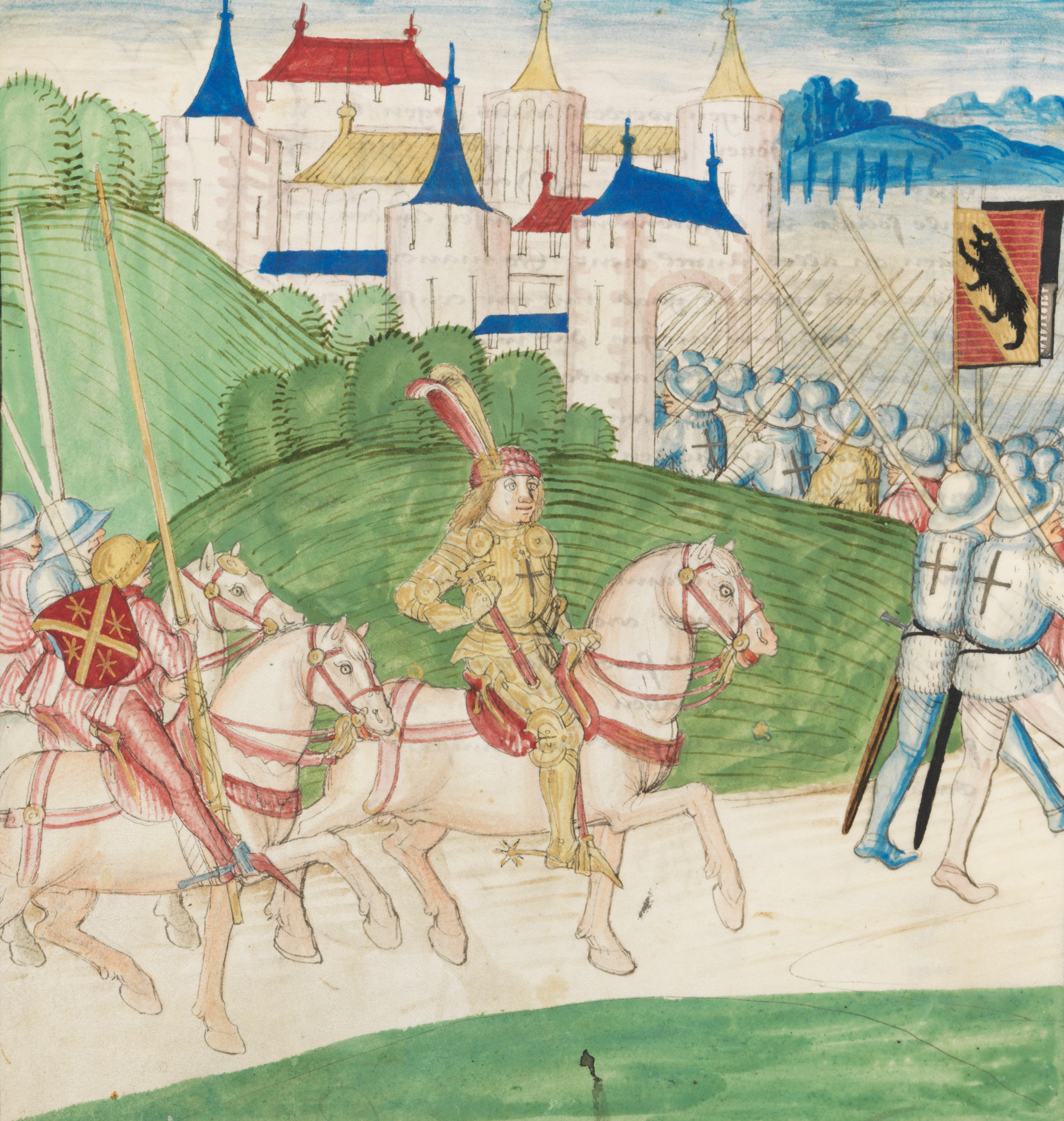
Petermann von Wabern

Petermann (III.) von Wabern († um 1491) war Schultheiss der Stadt Bern.
Petermann von Wabern erscheint 1442 erstmals in den Quellen. Er war der Sohn des Petermann (II.) von Wabern, dem Seckelmeister, und der Pernetta de Villarzel. Petermann (I.) von Wabern († 1399), sein Grossvater, war ein Gerber, der 1367 in den Kleinen Rat gelangt war, 1383 die Freiherrschaft Belp erwerben konnte und dadurch in den Kreis der städtischen Notabeln aufstieg.
Petermann (III.) von Wabern wurde durch Erbe Herr zu Hünigen und Mitherr zu Belp. 1467 heiratete er Küngold von Spiegelberg. Ab 1442 war er Mitglied des bernischen Grossen Rats und ab 1447 Mitglied des Kleinen Rats. In den Jahren 1455 bis 1459 war er Landvogt zu Nidau und von 1471 bis 1477 alternierend Schultheiss von Bern. Er diente als Hauptmann im Waldshuterkrieg 1468, war Truppenführer im Zug nach Héricourt, in die Waadt und in der Schlacht bei Grandson, wo er zum Ritter geschlagen wurde. Er war mehrfach bernischer Gesandter. Er gehörte 1471 zu den Verurteilten im Berner Twingherrenstreit. Laut den Quellen verfügte Petermann von Wabern 1458 über ein Vermögen von 26'000 Gulden.